# I. Fuád egyiptomi király
I. Fuád, teljes nevén Ahmad Fuád (arab írással أحمد فؤاد, tudományos átiratban Aḥmad Fuʾād; Gíza, 1868. március 26. – Kairó, 1936. április 28.) a Muhammad Ali-dinasztia tagja, Iszmáíl Pasa fia, Egyiptom uralkodója 1917-től 1922-ig szultáni, majd 1922-től haláláig királyi címmel. Az első világháború során az országot protektorátusként irányító britek tették trónra, majd 1922-ben országa névleges függetlenséget kapott; ekkor váltotta fel a szultánit a királyi titulussal.

## Származása, családja
Édesapja az 1863-ban alkirályi trónt megszerző, majd 1879-ben leváltott és száműzetésbe kényszerített Iszmáíl Pasa (1830–1895), édesanyja pedig annak egyik felesége, a cserkesz származású Farjál Hánum (elhunyt 1902-ben) volt. Ő volt apjának hatodik legidősebb, felnőttkort megérő fia. Kilencből hat fivére és nyolcból hat nőtestvére érte meg a felnőttkort. Korábban két bátyja is Egyiptom trónjára lépett: Muhammad Taufík (1852–1892) és Huszajn Kámil (1853–1917).
Fuád két ízben nősült. Első felesége az apai unokatestvére, Ibráhím Fahmi Ahmad Pasa leánya, Savíkár Hánum (1876–1947) volt, akit Kairóban, 1895. május 30-án vett feleségül, és 1896. február 14-én vett saját háztartásába. Házasságuk rövid ideig tartott, 1898 májusában elváltak. A később négy alkalommal újraházasodó Savíkár két gyermeket szült a hercegnek:
- Iszmáíl Fuád Bej (1896–1897) – csecsemőként meghalt.
- Faukijja hercegnő (1897–1974) – elsőként Mahmúd Fahri Pasa főkamarás, majd Wladimir d’Adix-Dellmesingen gróf (muszlim nevén Fárúk bin Abdalláh) felesége.

Fuád második felesége Názli Szabri (1894–1978), Abd ar-Rahím Szabri Pasa korábbi mezőgazdasági miniszter és kairói kormányzó lánya, anyai ágon a tekintélyes miniszterelnök, Muhammad Saríf Pasa unokája volt. 1919. május 26-án házasodtak össze a kairói Busztán-palotában. Öt gyermekük született:
- Fárúk (1920–1965), trónörökös, egyiptomi király;
- Fauzija Sírín (1921–2013), elsőként Mohammad Reza Pahlavi perzsa trónörökös, majd sah felesége, később Iszmáíl Huszajn Sírín őrnagy felesége;
- Fáiza Fuád hercegnő (1923–1994), Muhammad Ali Bülent Raúf Bej felesége;
- Fáika Fuád hercegnő (1926–1983), Fuád Ahmad Szádek Bej felesége;
- Fathijja Fuád hercegnő (1930–1976), Rijád Gáli felesége.

Názli megözvegyülve római katolikus lett és felvette a Mary Elizabeth nevet; ennek következtében 1950. augusztus 1-jén saját fia, Fárúk egyiptomi király megfosztotta minden rangjától, privilégiumától és tulajdonától. Amerikában halt meg.

## Útja a trónig
Fuád apja, a khedive gízai palotájában született. Tanulmányait az alkirályi család tagjai és az előkelőségek sarjai számára alapított királyi iskolában kezdte, majd apja 1879-es megbuktatásakor vele tartott itáliai száműzetésébe. Előbb a genfi Tudicum Intézet, majd 1885-től a torinói Királyi Tüzérségi és Hadmérnöki Katonai Akadémia hallgatója lett. 1887–1888-ban az olasz hadseregben szolgált tüzérségi alhadnagyként, miközben jó személyes kapcsolatokat épített ki az olasz királyi családdal. 1889-től az Oszmán Birodalom hadseregében kezdett szolgálni. 1890-ben a II. Abdul-Hamid tiszteletbeli szárnysegédjévé nevezték ki, és 1891-ig a bécsi követségen szolgált katonai attaséként. 1892-ben tért haza, ekkor altábornagyi kinevezést kapott és 1895-ös lemondásáig unokaöccse, Abbász Hilmi khedive főszárnysegédjeként szolgált. 1908–1913 között ő volt a később róla elnevezett kairói szabadegyetem első rektora. 1909-ben ő alapította meg a Politikai Gazdaságtani, Statisztikai és Törvénykezési Társaságot, illetve elnökölte a Nemzetközi Elsősegély Társaságot (1910), a Földrajzi Társaságot (1915) és az Egyiptomi Vörös Félhold Társaságot (1916).

## Uralkodása

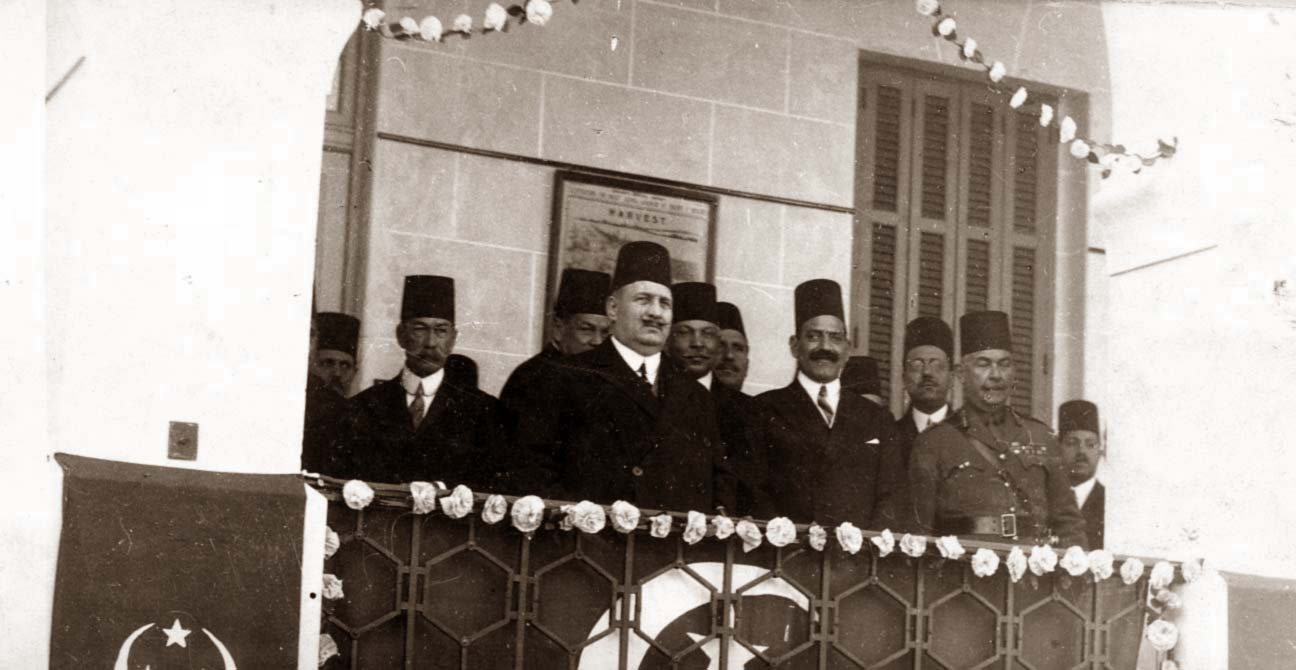
Fuád király és en-Nahhász Pasa miniszterelnök az Iszmáíl khedive Iskolában (1928)

### Szultánsága
A németbarát Abbász Hilmit 1914-ben, az első világháború kitörését követően a megszálló britek leváltották, Egyiptomot pedig szultánsággá alakították, amit függetlenítettek az Oszmán Birodalomtól. A helyére nagybátyja, Huszajn Kámil került, aki 1917-ben elhunyt. Trónörököse röviddel halála előtt lemondott az utódlási jogáról, így a britek választása a nyugatbarátnak tartott, bár nem túlzottan népszerű Fuádra esett – noha még két idősebb testvére is életben volt. Fuád alatt Egyiptom továbbra sem vált hadviselő féllé a háborúban, de lakosait mindvégig sújtotta a fokozott brit katonai jelenlét, illetve a beszolgáltatási, szállítási és közmunkára irányuló kötelezettségek, valamint az 1914 óta érvényben lévő hadiállapotból adódó egyéb következmények.
A háború végeztével fellángolt a Szaad Zaglúl Pasa vezette nacionalista mozgalom, melynek elsődleges követelése az volt, hogy az antant győzelmében részt vállaló Egyiptom delegációt (vafd) küldhessen a párizsi békekonferenciára. A britek ezt megakadályozták, Zaglúlt és a frissen megalakult Vafd Párt más vezetőit pedig letartóztattak, ami 1919-ben forradalmi tüntetés- és sztrájksorozathoz vezetett. A káoszon a brit kormányzat három éven keresztül hiába próbált úrrá lenni, végül 1922. február 28-án egyoldalúan kinyilvánították Egyiptom függetlenségét, amit ugyanakkor több tekintetben súlyosan csorbítottak, amennyiben továbbra a londoni kormány prerogatívája volt az egyiptomi had- és külügyek irányítása, továbbá a kisebbségek védelme és a kondomíniumi státuszban lévő Szudán vezetése. A távíróüzenettel értesített Fuád március 15-én királlyá koronáztatta magát, másnap pedig bejelentette országa függetlenségét.

### Abszolutisztikus királyi törekvések

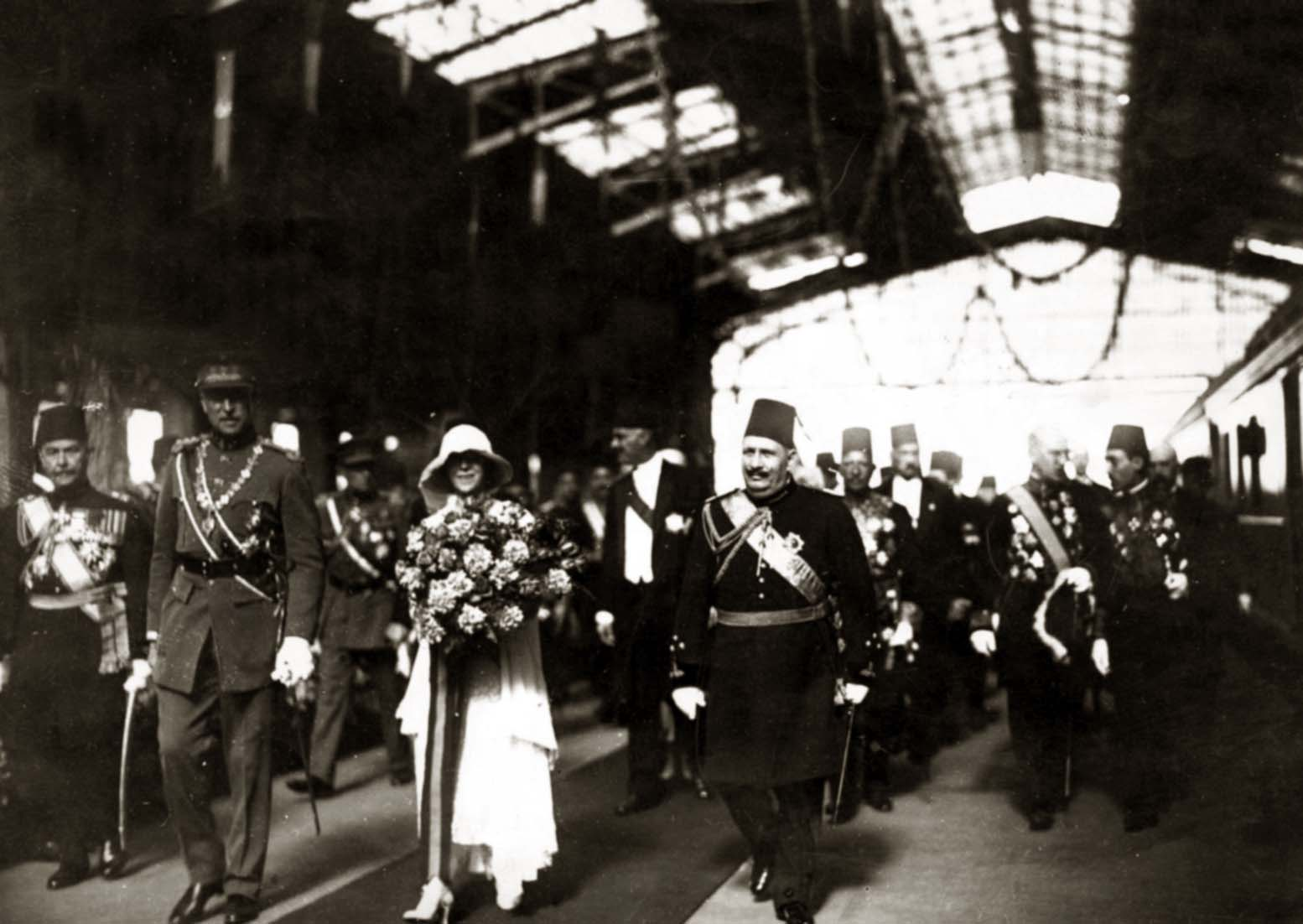
Fuád király I. Albert belga király és Erzsébet királyné társaságában a kairói Miszr pályaudvaron (1931)

1923. április 19-én alkotmányt adtak ki, amelynek értelmében kétkamarás törvényhozás jött létre, amelyben a felsőház tagságának 40%-át a király nevezte ki, de a felsőház többi tagját és az alsóház képviselőit a lakosság választotta. Az országgyűlés által hozott határozatok a király szentesítésével emelkedtek csak törvényerőre, de ha a király megtagadta egy törvény elfogadását, az alsóház kétharmados többségének támogatásával a király beleegyezése nélkül is érvénybe léphetett a törvény. A tradicionális gondolkodású Fuád ellenezte hatalma megosztását és korlátozását, és abszolutisztikusan kívánt uralkodni, ezért az alkotmány által neki juttatott széles jogkörökkel élve gyakran oszlatta fel az országgyűlést és váltogatta miniszterelnökeit (1922–1936 között tizenöt kormány váltotta egymást), akik az esetek nagy részében nem a választásokat – 1924-ben, 1925-ben, 1926-ban és 1929-ben – sorra megnyerő Vafd Párt soraiból kerültek ki. A népesség elsöprő többségének támogatását élvező Vafd ugyanis erősen kritikus volt a brit uralommal szemben, és a király autokratikus törekvéseire alkotmányvédő programmal felelt. (Igaz, Zaglúl maga egy ízben, a párt élén álló utódja, Musztafa en-Nahhász Pasa pedig két alkalommal is kormányfői kinevezést kapott rövid időre.) A király többnyire kisebbségi pártokból választott kormányfőt: legtöbbször, öt alkalommal a Vafd Pártból kiváló, kevésbé britellenes, értelmiségi és nagybirtokos támogatást élvező Liberális Alkotmányos Párt tagjai alakíthattak kormányt (Adli Jakan Pasa és Abd el-Hálik Szarvat Pasa kétszer, Muhammad Mahmúd Pasa egyszer lett miniszterelnök).
A király mellett a birodalmi érdekeket szolgáló brit hatóságok is gátolták a demokratikus működést. 1924-ben Kairóban meggyilkolták az egyiptomi erők főparancsnokát és Szudán kormányzóját, Lee Stacket, mire Lord Edmund Allenby brit főmegbízott ultimátumot adott a kormányzatnak: ennek jegyében Zaglúl Pasának le kellett mondania, az egyiptomi csapatokat kivonták Szudánból és jelentős kártérítést fizettek. Az eset jól demonstrálta a névleges függetlenség és a valós helyzet közt feszülő különbséget, és tovább szította a britellenes indulatokat. Az 1926-os választások nyomán is a brit főmegbízott, Lord George Lloyd nyomására egyezett bele a Vafd, hogy választási győzelme ellenére lemondjon a kormányfői posztról és koalícióra lépjen a Liberális Alkotmányos Párttal.
Ebben az időszakban a király konzervatív, monarchista hívei az ún. Egységpártban tömörültek. 1930-ban a király egyik egységpárti hívét, Iszmáíl Szidkit nevezte ki miniszterelnökké (1930–1933), aki visszavonta az alkotmányt és feloszlatta a parlamentet. 1931-ben új, a királyi jogköröket jelentősen kibővítő alkotmányt léptettek érvénybe. A diktatórikus rendeleti kormányzás időszakában gyakran alkalmaztak erőszakot az ellenzéki erőkkel szemben, ami egyre népszerűtlenebbé tette a monarchiát. Végül brit tanácsra a király 1935-ben visszaállította az 1923-as alkotmányt, de választásokat már csak Fuád halálát követően rendeztek, 1936-ban. 
Egyiptom és az Egyesült Királyság viszonyának újratárgyalására több kísérlet történt az 1920-as években, de a király és a britek ellenállásán mindig elbuktak az egyiptomi szuverenitást bővítő kísérletek. A végső rendezésre csak azután került sor, hogy az 1935–36-os abesszíniai háborúban Etiópia olasz megszállás alá került, ami a britek pozícióinak megszilárdítására ösztönözte a londoni kormányzatot. A brit–egyiptomi viszonyt szabályozó egyezményt azonban már Fuád halála után kötötték meg.